# Katrin Lang (Weinkönigin)
Katrin Lang (* 4. Juli 1999 in Ebringen am Schönberg, Baden-Württemberg) ist die 74. Deutsche Weinkönigin: Sie stammt wie ihre Vorgängerin Sina Erdrich aus dem Weinanbaugebiet Baden. Ihre Weinprinzessinnen sind Luise Böhme aus dem Weinanbaugebiet Saale-Unstrut und Juliane Schäfer aus dem Weinanbaugebiet Rheinhessen. Lang ist die erste Weinkönigin aus Ebringen seit 25 Jahren; die letzte Ebringerin im Amt war 1997/98 Natascha Thoma.
Bei der Wahl 2022 konnten sich erstmals das Fernsehpublikum und das Publikum im Saalbau in Neustadt an der Weinstraße an der Entscheidung beteiligen. Damit ist Lang die erste mit Hilfe von Zuschauerstimmen gewählte Weinkönigin.

## Leben
Lang stammt aus einer Winzerfamilie und kam schon früh durch ihre Eltern und Großeltern mit dem Weinbau in Berührung. Nach dem Abitur machte sie beim Staatlichen Weinbauinstitut in Freiburg eine Lehre zur Winzerin. Danach studierte sie Weinbau am Weincampus in Neustadt an der Weinstraße; sie arbeitet in einem Heitersheimer Weingut im Markgräflerland als Oenologin und Winzerin.
In ihrem Amt als 71. Badische Weinkönigin organisierte sie eine Hilfsaktion für die Opfer der Hochwasserkatastrophe 2021 im Ahrtal.